# Hockey in-line ai Giochi mondiali 2025
Le competizioni di hockey in-line ai Giochi mondiali 2025 si sono svolte dal 7 all'11 agosto 2025 al Chengdu Roller Sports Centre di Chengdu, in Cina.

## Podi
| Specialità                 | Oro         | Argento   | Bronzo  |
| Torneo maschile (dettagli) | Stati Uniti | Rep. Ceca | Namibia |

## Medagliere
| Posiz. | Nazione     | Oro | Argento | Bronzo | Totale |
| ------ | ----------- | --- | ------- | ------ | ------ |
| 1      | Stati Uniti | 1   | 0       | 0      | 1      |
| 2      | Rep. Ceca   | 0   | 1       | 0      | 1      |
| 3      | Namibia     | 0   | 0       | 1      | 1      |
| Totale | Totale      | 1   | 1       | 1      | 3      |